# Weiss WM-10 Ölyv
Weiss WM-10 Ölyv (Chim Ó) là một loại máy bay huấn luyện hai tầng cánh, do công ty Manfred Weiss thiết kế chế tạo.

## Biến thể
WM-10
WM-10a
WM-13
EM-10

## Quốc gia sử dụng
Hungary

## Tính năng kỹ chiến thuật (WM-10a)
Đặc điểm tổng quát
- Kíp lái: 2
- Sải cánh: 9.50 m (31 ft 2 in)
- Powerplant: 1 × MW Sport II, 89 kW (120 hp)

Hiệu suất bay